# Edward St. Aubyn
Edward St. Aubyn (Londres, 1960) es un escritor británico. Se formó en la Westminster School  y el Keble College de la Universidad de Oxford, Reino Unido. Es autor de diversas novelas, entre las cuales destaca Mother’s Milk (finalista del Man Booker Prize 2006 y ganadora del Prix Femina Étranger 2007 y del South Bank Show award on literature).  Su primera novela, Never Mind (1992), recibió el Betty Trask Award y junto con Bad News (1992) y Some Hope (1994) forma part de la trilogía Some Hope, que recorre la vida del aristócrata Patrick Melrose a lo largo de dos décadas y que se publica en castellano bajo el título de El padre ( Mondadori, 2013).

## Obras
- Never Mind. Picador USA. 1992. ISBN 9781447202936.
- Bad News. Picador USA. 1992. ISBN 9781447202950.
- Some Hope. Heinemann. 1994.
- On The Edge. Chatto & Windus. 1998. ISBN 978-1447253563.
- A Clue to the Exit. Chatto & Windus. 2000. ISBN 0701169605.
- Some Hope: A Trilogy. Grove Press, Open City Books. 2003. ISBN 1890447366.
- Mother's Milk. Grove Press, Open City Books. 2005. ISBN 978-1890447403.
- At Last. Farrar, Straus and Giroux. 2012. ISBN 978-0374298890.
- Lost for Words. Farrar, Straus and Giroux. 2014. ISBN 9780374280291.
- Dunbar. Hogarth Press. 2017. ISBN 9781101904282.